# Stanisław Hernisz

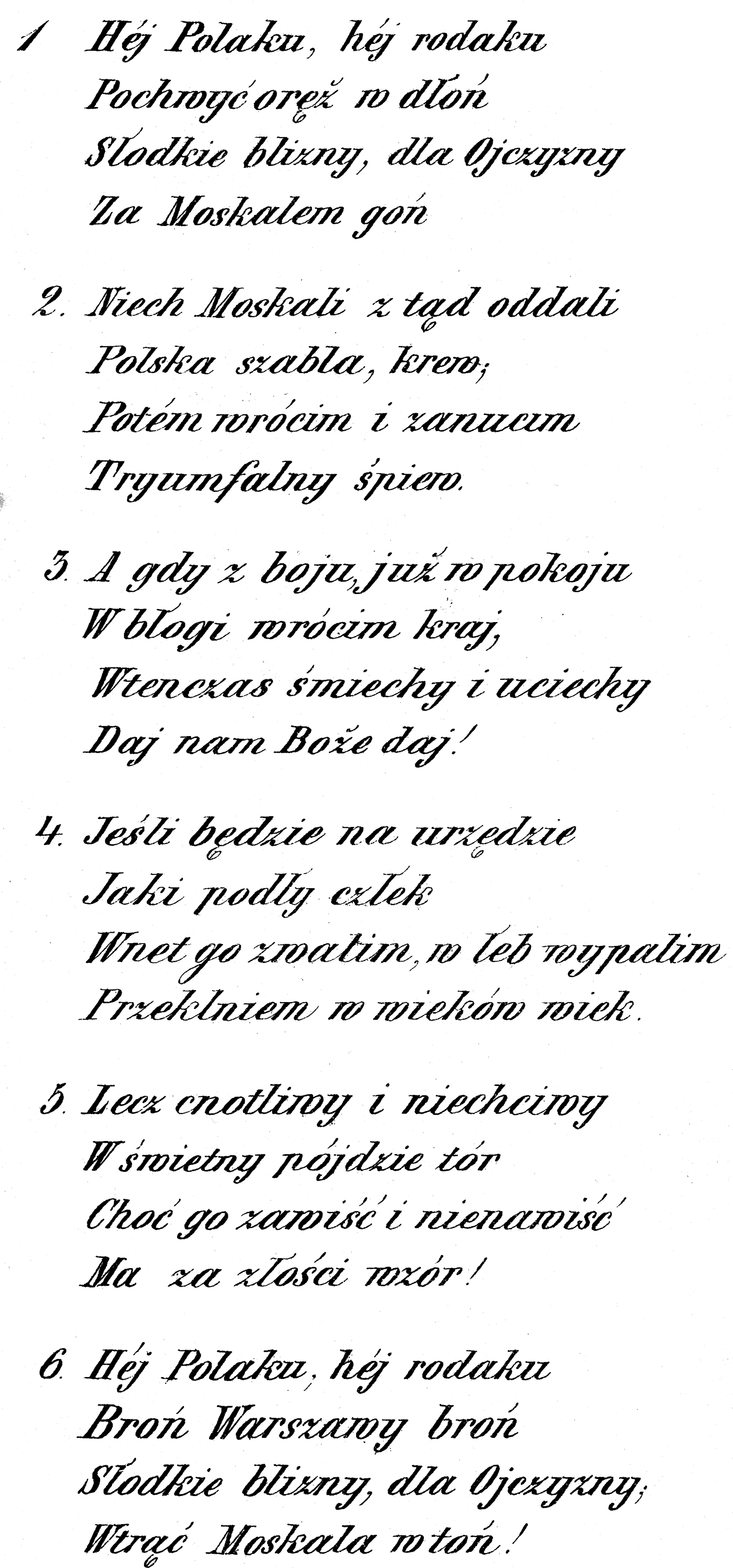
Tekst "Pieśni patriotycznej"

Stanisław Hernisz (ur. ok. 1805 w Warszawie, zm. 20 kwietnia 1866 w Londynie) – polski publicysta i literat żydowskiego pochodzenia.

## Życiorys
W „Encyklopedii Staropolskiej” Zygmunta Glogera występuje pod imieniem Synaj.
Syn kupca warszawskiego Gustawa Hernisza i Karoliny, uczeń Szkoły Rabinów w Warszawie. Po wybuchu powstania listopadowego mimo sprzeciwu konserwatywnych środowisk żydowskich wraz z Józefem Berkowiczem, synem Berka Joselewicza starał się o zezwolenie na utworzenie ochotniczego batalionu żydowskiego. Aby zachęcić do udziału w powstaniu, napisał słowa do „Pieśni Patriotycznej”, która ukazała się nakładem J. K. Żupańskiego w Poznaniu. Za akompaniament posłużyła muzyka do pieśni „Hulanka” Fryderyka Chopina (Op. 74 nr 4 z roku 1830) przetransponowana z tonacji C-dur do E-dur.
Wziął udział w powstaniu listopadowym i został porucznikiem w 1 Pułku Mazurów. Został odznaczony Krzyżem Złotym Orderu Virtuti Militari. Po upadku powstania wyemigrował do Francji, gdzie zajął się głównie publicystyką.  Był miłośnikiem poezji Adama Mickiewicza i autorem tłumaczenia prozą Ody do Młodości na język francuski. Wraz z Jakubem Malinowskim i Napoleonem Kraczakiem wydał w Dijon w roku 1833 tom tłumaczeń z języka polskiego L'exilé de la Pologne. W paryskim czasopiśmie „PÓŁNOC” nr 9 z 15 maja 1835 ogłosił artykuł pt. Polacy wyznania mojżeszowego. Podczas pobytu we Francji wstąpił do amerykańskiej służby dyplomatycznej. Następnie wyjechał do USA. Pozostając w służbie dyplomatycznej, odbył studia medyczne, uzyskując stopień doktora medycyny (M.D.), a następnie przebywał na amerykańskiej placówce w Chinach. Hernisz został członkiem American Oriental Society. Opublikował w roku 1845 pracę o języku chińskim.
W roku 1854 wydał w Bostonie „Podręcznik do rozmów angielsko-chińskich przeznaczony dla Amerykanów i Chińczyków w Kalifornii i gdzie indziej”. Podręcznik miał ułatwić porozumiewanie się z chińskimi imigrantami, przybywającymi do Kalifornii w związku z gorączką złota. Hernisz pełnił w okresie pobytu w Chinach oraz po powrocie w Kalifornii praktykę lekarską. Zmarł w Londynie podczas kolejnej podróży do Chin.